# Irena Gil
Irena Urszula Gil (ur. 22 października 1931 w Przemyślu, zm. 16 maja 2020) – polska polityk, posłanka na Sejm X kadencji (1989–1991).

## Życiorys
W 1981 ukończyła studia z administracji na Uniwersytecie Marii Curie-Skłodowskiej w Lublinie. W 1947 rozpoczęła pracę w Bibliotece Miejskiej w Kraśniku, w latach 1950–1952 była zatrudniona w powiatowym związku Gminnych Spółdzielni „Samopomoc Chłopska”. W 1952 podjęła pracę w Fabryce Łożysk Tocznych w Kraśniku, była tam kierownikiem działu rewizji wewnętrznej.
W 1961 wstąpiła do Polskiej Zjednoczonej Partii Robotniczej, wchodziła w skład egzekutywy komitetu miejskiego w Kraśniku, komitetu zakładowego przy FŁT, została także sekretarzem oddziałowej organizacji partyjnej. Z ramienia partii pełniła funkcję radnej Miejskiej Rady Narodowej w Kraśniku. Należała również do Niezależnego Samorządnego Związku Zawodowego „Solidarność” w FŁT.
W 1989 uzyskała mandat posłanki na Sejm kontraktowy z okręgu Kraśnik. Na koniec kadencji należała do Parlamentarnego Klubu Lewicy Demokratycznej. Była członkinią Komisji Ustawodawczej oraz Komisji Systemu Gospodarczego i Polityki Przemysłowej.
Pochowana na cmentarzu parafii pw. Wniebowzięcia NMP w Kraśniku.

## Odznaczenia
- Złoty Krzyż Zasługi (1984)
- Medal 40-lecia Polski Ludowej (1984)[2]